# Lacul Tei

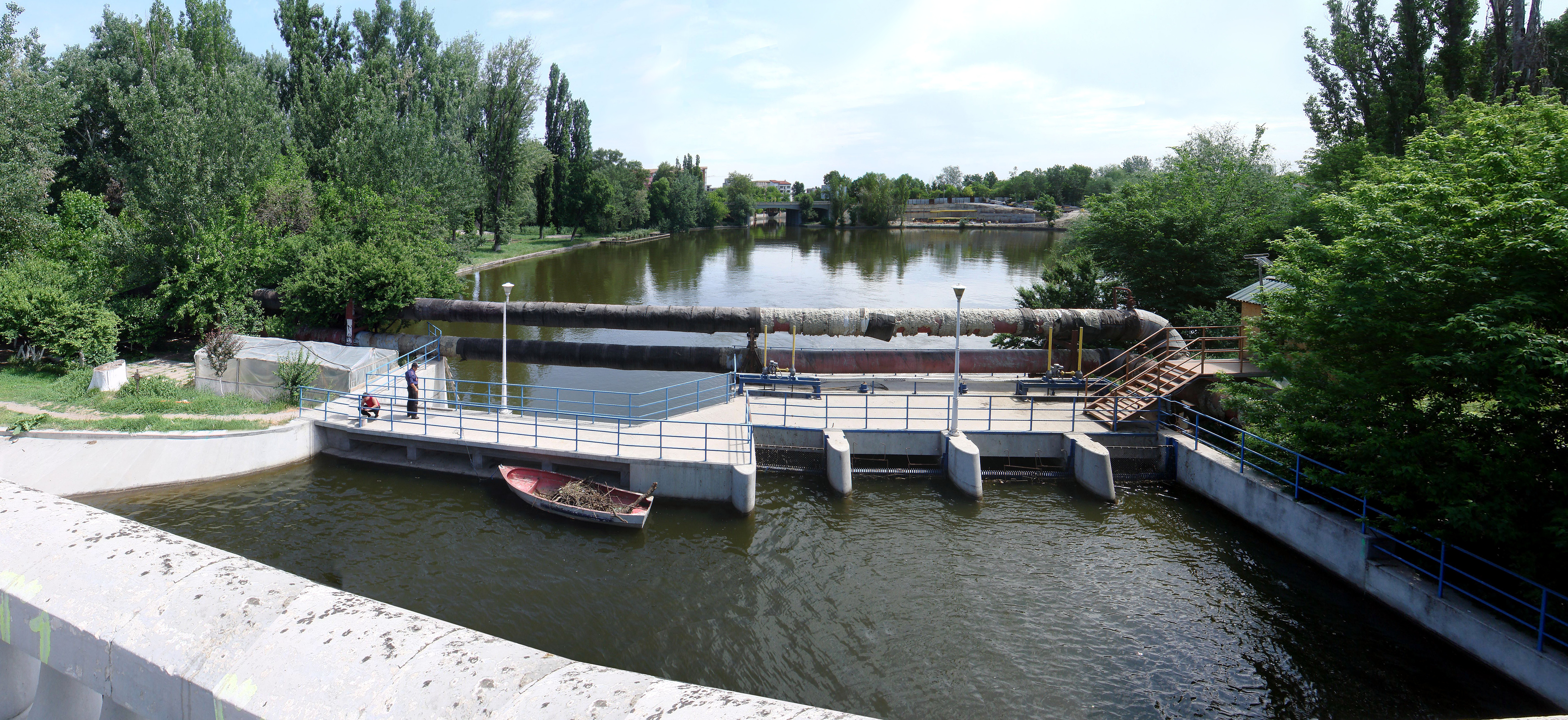
Barajul care desparte lacul Floreasca (în prim plan) de lacul Tei (în plan secund), văzut de pe podul rutier traversat de Calea Floreasca

Lacul Tei este un lac antropic din București, cu o suprafață de 80 hectare, amenajat pe râul Colentina. Are în amonte lacul Floreasca și în aval lacul Plumbuita.

## Calitatea apei
În urma analizelor apei efectuate de Administrația Națională Apele Române (A.N.A.R.) și a Administrația Lacuri, Parcuri și Agrement București (A.L.P.A.B.), s-au constatat următoarele:

În lacul Tei analizele efectuate de S.C. CHEM ANALYST S.R.L. arată că valorile pH-ului variază între 7,12 și 8,88, acesta depășind limita maximă admisă (conform Ordinului 161/2006) cu 0,38, dar această valoare nu reprezintă motiv de alarmare. Amoniul se găsește într-o concentrație maximă de 0,48 mg N/L situându-se sub limita maximă admisă de 3,2 mg N/L. Nitriții și nitrații se află preponderent în limitele impuse de Ordinul 161/2006, de maximum 3,2 mg/l și, respective, 11,2 depășind limitele nivelul nitriților, ajungând la 0,97 mg/l. Metalele grele depășesc frecvent limitele. De asemenea se constată prezența bacteriilor coliforme fecale, a streptococilor fecali și a enterococilor intestinali.

## Parcul Tei
Pe malul lacului Tei a fost amenajat Parcul Tei.